# Wish (minialbum)
Wish – trzeci minialbum południowokoreańskiej grupy Golden Child, wydany 24 października 2018 roku przez wytwórnię Woollim Entertainment. Ukazał się w dwóch wersjach: A i B. Płytę promował singel „Genie”. Sprzedał się w nakładzie 45 307 egzemplarzy w Korei Południowej (stan na grudzień 2018 r.).

## Lista utworów
| CD | CD                                                                        | CD                                | CD                 | CD              | CD      |
| Nr | Tytuł utworu                                                              | Tekst                             | Kompozycja         | Aranżacja       | Długość |
| -- | ------------------------------------------------------------------------- | --------------------------------- | ------------------ | --------------- | ------- |
| 1. | „WISH”                                                                    |                                   | J. Yoon            | J. Yoon         | 1:14    |
| 2. | „Genie”                                                                   | SEION, Lee Jang-jun, TAG          | Wooziq, SEION, Myo | Wooziq, Myo     | 3:43    |
| 3. | „Neo” (kor. 너, ang. Eyes on You)                                         | SWEETUNE, Lee Jang-jun, TAG       | J. Yoon            | J. Yoon         | 3:05    |
| 4. | „Neoman boinda” (kor. 너만 보인다, ang. I See U)                          | Razer (Strike), Lee Jang-jun, TAG | Razer (Strike)     | Razer (Strike)  | 3:04    |
| 5. | „Deul-eobwa jullae” (kor. 들어봐 줄래, ang. Listen)                       | MARCO, Lee Jang-jun, TAG          | MARCO              | MARCO           | 3:07    |
| 6. | „Neon moleul geoya” (kor. 넌 모를 거야, ang. YTMOB (You Turn Me On Baby)) | Ollounder, LEEZ,Lee Jang-jun, TAG | LEEZ, Ollounder    | LEEZ, Ollounder | 3:12    |
| 7. | „Would U Be My”                                                           | MARCO, Lee Jang-jun, TAG          | MARCO              | MARCO           | 3:03    |

## Notowania
| Lista                     | Pozycja |
| ------------------------- | ------- |
| Gaon Weekly Album Chart   | 3       |
| Five Music (Tajwan)       | 5       |
| Oricon Weekly Album Chart | 19      |